# جوش هوف
جوش هوف (بالإنجليزية: Josh Huff)‏ هو لاعب كرة قدم أمريكية أمريكي، ولد في 14 أكتوبر 1991 في جاكسونفيل في الولايات المتحدة.

## وصلات خارجية
- جوش هوف على موقع مرجع كرة القدم المحترفة.كوم (الإنجليزية)